# Kureküla (Elva)
Kureküla est une localité de la commune d'Elva, en Estonie.
Au 31 décembre 2011, il compte 113 habitants.